# Hraniční přechod Varnsdorf–Seifhennersdorf
Hraniční přechod Varnsdorf–Seifhennersdorf (německy Grenzübergang Seifhennersdorf–Varnsdorf) je bývalý silniční hraniční přechod, který se nachází na česko-německé státní hranici na hraničním úseku II/22 - II/23 mezi českým městem Varnsdorf (okres Děčín, Ústecký kraj) a německým městem Seifhennersdorf (zemský okres Zhořelec, spolková země Sasko). Přechod leží v nadmořské výšce 341 m n. m. na silnici II/265; za hranicí pokračuje německá silnice S141. Před zrušením byl určen pro pěší, cyklisty, motocykly, osobní automobily a autobusy.
Hraniční přechod byl zrušen při vstupu České republiky do Schengenského prostoru v roce 2007. V případě dočasného znovuzavedení ochrany vnitřních hranic je provoz na hraničním přechodu upraven Sdělením Ministerstva vnitra č. 395/2021 Sb.